# Victoria Mboko
Victoria Mboko (Charlotte, 26 agosto 2006) è una tennista canadese.

## Biografia
Victoria Mboko è nata a Charlotte, nella Carolina del Nord, da genitori emigrati dalla Repubblica Democratica del Congo negli Stati Uniti d'America a causa dell'instabilità politica del loro paese d'origine. Poco tempo dopo la nascita di Victoria, la sua famiglia si trasferì a Toronto, Ontario, dove all'età di quattro anni Victoria iniziò a giocare a tennis, ossia lo sport che veniva praticato dalla sorella Gracia e dal fratello Kevin nei tornei universitari; anche l'altro suo fratello maggiore David è un tennista dilettante.

## Carriera

### 2022-2024: juniores ed esordi nel circuito
Victoria Mboko ha vinto 8 titoli in singolare e 2 titoli in doppio nel circuito ITF in carriera. Nella carriera junior ha raggiunto la finale agli Australian Open 2022 - Doppio ragazze e al Torneo di Wimbledon 2022 - Doppio ragazze insieme alla connazionale Kayla Cross.
Sempre nel 2022, fa il suo debutto nel circuito maggiore al Championnats Banque Nationale de Granby 2022, grazie ad una wildcard per il tabellone principale, dove è stata sconfitta nel primo turno dalla connazionale Rebecca Marino in due set.

### 2025: primo titolo WTA 1000 e top 25
Durante i mesi di gennaio e febbraio 2025, Mboko registra una striscia di 22 vittorie consecutive senza perdere un set conquistando in questo modo quattro tornei nel circuito ITF rispettivamente nelle terre di Martinica, Guadalupa, gli Stati Uniti d'America e Inghilterra. Nel mese di marzo vince il quinto titolo ITF nel W75 a Porto, arrivando alla conclusione del mese con un record di 33 partite vinte e solamente 3 perse. Questa serie di risultati contribuiscono ad una scalata nel ranking e all'accesso nella top 200, raggiungendo come 
best ranking la 156ª posizione 156 il 13 marzo 2025.
Riceve una wildcard per il Miami Open 2025, compiendo il suo debutto nel tabellone principale di un WTA 1000 dove ottiene anche la sua prima vittoria nel circuito maggiore battendo la colombiana Camila Osorio nel primo turno. Nel secondo turno viene sconfitta dalla decima testa di serie Paula Badosa dopo una dura lotta al tiebreak del terzo set. Mboko fa il suo debutto anche nella squadra canadese della Billie Jean King Cup contro la Romania durante i gironi di qualificazioni giocati a Tokyo, dove ottiene una vittoria su Miriam Bulgaru nel primo incontro di singolare. Si qualifica per il WTA 1000 di Roma, ottenendo la vittoria d'apertura sulla wildcard locale Arianna Zucchini nel primo turno. Nel secondo turno, affronta la quarta testa di serie Coco Gauff, riuscendole a strappare il primo set prima che Gauff rimonta la partita e la conclude in tre parziali 5-7, 6-2, 6-3. Il 17 maggio seguente raggiunge anche la prima finale WTA 125 della carriera a Parma, dove viene sconfitta dall'egiziana Mayar Sherif con un doppio 6-4.
Si fa notare ulteriormente durante il Roland Garros 2025, superando le qualificazioni ai danni Sinja Kraus, Kathinka von Deichmann e Kaja Juvan (tutte in due set) e avanzando al suo primo tabellone principale di uno Slam Mboko continua ad ottenere vittorie anche vincendo le sue prime due partite in un major ai danni di Lulu Sun e Eva Lys. Nel terzo turno viene sconfitta dalla 8ª testa di serie Zheng Qinwen in due set. Con questo risultato, Victoria fa il suo debutto nella top 100, raggiungendo la posizione numero 91 il 9 giugno 2025 e diventando la terza teenager ad essere inclusa insieme a Maya Joint e Mirra Andreeva. Nonostante fallisca l'accesso nel tabellone di Wimbledon 2025, riesce comunque ad entrare come lucky loser dopo il ritiro di Anastasija Potapova, facendo il suo debutto sui campi in erba dello Slam londinese, e lo fa sconfiggendo al primo turno la testa di serie numero 25 Magdalena Fręch in due set. Nel secondo turno viene eliminata dalla statunitense Hailey Baptiste in due set, dopo essersi trovata in vantaggio nel primo. Ottiene dunque una wildcard per il WTA 500 di Washington 2025 e la sfrutta battendo all'esordio la russa Potapova recuperando un break di svantaggio nel secondo set. Nel secondo turno viene sconfitta dalla terza testa di serie e campionessa Slam Elena Rybakina in due set.
La settimana seguente, ottiene un altro invito nel WTA 1000 casalingo di Montréal e compie il suo debutto con una vittoria ai danni di Kimberly Birrell in due set. Nel secondo turno batte anche la testa di serie numero 23 e campionessa Slam Sofia Kenin in due facili set. Nel terzo turno sconfigge anche la ceca Marie Bouzková, rimontando un set di svantaggio e lasciandola a zero nel parziale decisivo. Negli ottavi compie una grande impresa, piegando la prima testa di serie e numero 2 del mondo Coco Gauff in due facili set 6-1 6-4 in 1 ora e 2 minuti di gioco, conquistando la sua prima vittoria su una giocatrice top 10 e il primo quarto di finale in carriera, arrivato in un 1000, oltre as aver vendicato la sconfitta subita a Roma in primavera. Il buon periodo di forma la porta a battere anche la spagnola Jéssica Bouzas Maneiro in due rapidi set, raggiungendo la prima semifinale in carriera e assicurandosi l'accesso nella top 50 nel ranking al termine del torneo, oltre a diventare la prima canadese a raggiungere tale risultato da Bianca Andreescu nel 2019, che vinse, e la più giovane del suo paese a riuscirci. In semifinale affronta la nona forza del seeding Elena Rybakina e dopo una partenza sottotono (1-6 il primo parziale per la kazaka) pareggia i conti vincendo il secondo set per 7-5 e la spunta al tiebreak decisivo per 7 punti a 4, conquistando la prima finale WTA della carriera e diventando la quarta wildcard nella storia del torneo a riuscirci. In finale si trova la giapponese Naomi Ōsaka, ex numero 1 del mondo e quattro volte campionessa Slam, che gioca un primo set perfetto lasciando alla canadese due giochi. Mboko recupera e vince il secondo set 6-4 e nel terzo parziale, complice anche di un crollo emotivo e mentale di Ōsaka, le lascia appena un gioco e all'età di 18 anni diventa la canadese più giovane di sempre a conquistare il torneo (la terza dopo Faye Urban nel 1969 e Andreescu nel 2019); inoltre, è la seconda più giovane di sempre a sconfiggere ben quattro vincitrici Slam nello stesso torneo dopo Serena Williams nel 1999. Iniziato il torneo al numero 85 delle classifiche, scala la classifica fino al numero 24 del mondo.

## Statistiche WTA

### Singolare

#### Vittorie (1)
| Legenda              |
| -------------------- |
| Grande Slam (0)      |
| Ori Olimpici (0)     |
| WTA Finals (0)       |
| WTA Elite Trophy (0) |
| Dal 2021             |
| WTA 1000 (1)         |
| WTA 500 (0)          |
| WTA 250 (0)          |

| N. | Data          | Torneo                  | Superficie | Avversaria in finale | Punteggio     |
| 1. | 7 agosto 2025 | Canadian Open, Montréal | Cemento    | Naomi Ōsaka          | 2–6, 6–4, 6–1 |

## Circuito WTA 125

### Singolare

#### Sconfitte (1)
| N. | Data           | Torneo                   | Superficie  | Avversaria in finale | Punteggio |
| 1. | 17 maggio 2025 | Parma Ladies Open, Parma | Terra rossa | Mayar Sherif         | 4–6, 4–6  |

## Statistiche ITF

### Singolare

#### Vittorie (8)
| Torneo $100.000 (0) |
| Torneo $80.000 (0)  |
| Torneo $60.000 (3)  |
| Torneo $40.000 (0)  |
| Torneo $25.000 (5)  |
| Torneo $15.000 (0)  |

| N. | Data             | Torneo                                               | Superficie  | Avversaria in finale | Punteggio   |
| 1. | 24 luglio 2022   | Saskatoon Challenger, Saskatoon                      | Cemento     | Madison Sieg         | 6–2, 6–0    |
| 2. | 16 luglio 2023   | Saskatoon Challenger, Saskatoon                      | Cemento     | Emina Bektas         | 6–4, 6–4    |
| 3. | 21 luglio 2024   | Tennis International Darmstadt, Darmstadt            | Terra rossa | Ángela Fita Boluda   | 6–4, 6–4    |
| 4. | 12 gennaio 2025  | Women's Le Lamentin, Le Lamentin                     | Cemento     | Clervie Ngounoue     | 7–5, 6–3    |
| 5. | 19 gennaio 2025  | Open Femenin de La Ville De Petit-Bourg, Petit-Bourg | Cemento     | Clervie Ngounoue     | 6–4, 6–0    |
| 6. | 2 febbraio 2025  | Georgia's Rome Tennis Open, Rome                     | Cemento (i) | Eva Vedder           | 7–5, 6–3    |
| 7. | 22 febbraio 2025 | Lexus British Pro Series Manchester, Manchester      | Cemento (i) | Manon Léonard        | 7–6(0), 6–2 |
| 8. | 9 marzo 2025     | Porto Ladies Open, Porto                             | Cemento (i) | Harriet Dart         | 6–1, 6–1    |

#### Sconfitte (3)
| Torneo $100.000 (0) |
| Torneo $80.000 (0)  |
| Torneo $60.000 (0)  |
| Torneo $40.000 (1)  |
| Torneo $25.000 (2)  |
| Torneo $15.000 (0)  |

| N. | Data              | Torneo                                   | Superficie  | Avversaria in finale | Punteggio     |
| 1. | 24 aprile 2022    | Magic Tours, Monastir                    | Cemento     | Zhu Lin              | 1–6, 6–4, 4–6 |
| 2. | 2 giugno 2024     | Krka Open Otocec, Otočec                 | Terra rossa | Barbora Palicová     | 1–6, 6–2, 4–6 |
| 2. | 29 settembre 2024 | Berkeley Tennis Club Challenge, Berkeley | Cemento     | Iva Jovic            | 3–6, 6–2, 3–6 |

### Doppio

#### Vittorie (2)
| Torneo $100.000 (0) |
| Torneo $80.000 (0)  |
| Torneo $60.000 (0)  |
| Torneo $40.000 (0)  |
| Torneo $25.000 (2)  |
| Torneo $15.000 (0)  |

| N. | Data            | Torneo                                               | Superficie | Compagna         | Avversarie in finale                  | Punteggio   |
| 1. | 11 gennaio 2025 | Women's Le Lamentin, Le Lamentin                     | Cemento    | Cadence Brace    | Olivia Lincer Clervie Ngounoue        | 6–2, 7–6(2) |
| 2. | 18 gennaio 2025 | Open Femenin de La Ville De Petit-Bourg, Petit-Bourg | Cemento    | Clervie Ngounoue | Jenna Dean Amanda Carolina Nava Elkin | 6–3, 6–1    |

## Grand Slam Junior

### Doppio

#### Sconfitte (2)
| Tornei del Grande Slam  |
| ----------------------- |
| Australian Open (1)     |
| Open di Francia (0)     |
| Torneo di Wimbledon (1) |
| US Open (0)             |

| N. | Data            | Torneo                      | Superficie | Compagna    | Avversario in finale               | Punteggio        |
| 1. | 29 gennaio 2022 | Australian Open, Melbourne  | Cemento    | Kayla Cross | Clervie Ngounoue Diana Šnaider     | 4–6, 3–6         |
| 2. | 9 luglio 2022   | Torneo di Wimbledon, Londra | Erba       | Kayla Cross | Rose Marie Nijkamp Angella Okutoyi | 6–3, 4–6, [9–11] |

## Risultati in progressione

### Singolare
Aggiornato a fine Canadian Open 2025.
| Torneo                 | 2025 | Titoli     | V–S        |            |
| ---------------------- | ---- | ---------- | ---------- | ---------- |
| Tornei del Grande Slam |      |            |            |            |
| Australian Open        | A    | 0 / 0      | 0–0        |            |
| Open di Francia        | 3T   | 0 / 1      | 2–1        |            |
| Wimbledon              | 2T   | 0 / 1      | 1–1        |            |
| US Open                |      | 0 / 0      | 0–0        |            |
| Vittorie–sconfitte     | 3–2  | 0 / 2      | 3–2        |            |
| Giochi olimpici        |      |            |            |            |
| Giochi olimpici        | ND   | 0–0        | 0–0        |            |
| Tornei di fine anno    |      |            |            |            |
| WTA Finals             |      | 0 / 0      | 0–0        |            |
| WTA 1000               |      |            |            |            |
| Doha                   | A    | 0 / 0      | 0–0        |            |
| Dubai                  | A    | 0 / 0      | 0–0        |            |
| Indian Wells           | A    | 0 / 0      | 0–0        |            |
| Miami                  | 2T   | 0 / 1      | 1–1        |            |
| Madrid                 | A    | 0 / 0      | 0–0        |            |
| Roma                   | 2T   | 0 / 1      | 1–1        |            |
| Montréal / Toronto     | V    | 1 / 1      | 7–0        |            |
| Cincinnati             | A    | 0 / 0      | 0–0        |            |
| Pechino                |      | 0 / 0      | 0–0        |            |
| Wuhan                  |      | 0 / 0      | 0–0        |            |
| Carriera               |      |            |            |            |
| Tornei giocati         | 6    | 7          | 7          |            |
| Titoli                 | 1    | 1          | 1          | 1          |
| Finali                 | 1    | 1          | 1          | 1          |
| Totale V–S             | 15–5 | 1 / 7      | 15–6       |            |
| Ranking di fine anno   |      | $1.195.240 | $1.195.240 | $1.195.240 |

Note
1. 1 2 3  Viene conteggiata la sconfitta al primo turno nel Championnats Banque Nationale de Granby 2022.

N.B.: Nel calcolare vittorie e sconfitte non sono state prese in considerazione quelle maturate nei turni di qualificazione e nei tornei WTA 125.

## Vittorie contro giocatrici Top 10
| Stagione | 2025 | Totale |
| -------- | ---- | ------ |
| Vittorie | 1    | 1      |

| #    | Giocatrice | Ranking | Evento                  | Superficie | Turno | Punteggio | Rank. VM |
| ---- | ---------- | ------- | ----------------------- | ---------- | ----- | --------- | -------- |
| 2025 |            |         |                         |            |       |           |          |
| 1.   | Coco Gauff | 2       | Canadian Open, Montréal | Cemento    | 4T    | 6–1, 6–4  | 85       |